# Nad Vodopádem
Nad Vodopádem – szczyt o wysokości 1256 m n.p.m. (podawana jest też wysokość 1255 m n.p.m. ) w paśmie górskim Wysokiego Jesionika (cz. Hrubý Jeseník), w północno-wschodnich Czechach, w Sudetach Wschodnich, na Śląsku, w obrębie gminy Bělá pod Pradědem, oddalony o około 3,1 km na północny zachód od szczytu góry Pradziad (cz. Praděd). Rozległość szczytu wraz ze stokami (powierzchnia stoków) szacowana jest na około 2,6 km², a średnie nachylenie wszystkich stoków wynosi około 14°.

## Charakterystyka
Nad Vodopádem z uwagi na nieprzekraczającą minimalną wysokość pomiędzy szczytem i najniższym punktem przełęczy (minimalna deniwelacja względna) w kierunku szczytu Malý Děd (min. 5 m) nie jest przez niektórych autorów zaliczony jako odrębna góra. Traktowany raczej jako wydłużenie stoku góry Malý Děd.

### Lokalizacja
Szczyt Nad Vodopádem położony jest niemalże w centrum całego pasma Wysokiego Jesionika, leżący w części Wysokiego Jesionika, w północno-wschodnim obszarze (mikroregionu) o nazwie Masyw Pradziada (cz. Pradědská hornatina), położony na krótkiej, północnej gałęzi bocznej grzbietu głównego (grzebieniu) góry Pradziad, ciągnącego się od przełęczy Červenohorské sedlo do przełęczy Skřítek w łańcuchu szczytów (Malý Děd → Nad Vodopádem → Strážka → Skalnatý). Jednocześnie szczyt położony jest blisko granicy z sąsiednim mikroregionem o nazwie Masyw Orlíka (cz. Medvědská hornatina) oraz przebiegającej w jego pobliżu drogi nr 450 Bělá pod Pradědem – Bruntál przy osadzie Bělá. Jest szczytem bardzo trudno rozpoznawalnym, ponieważ na wielu mapach nie naniesiono jego nazwy, a nawet nie zaznaczono jego lokalizacji  . Pomimo tego można go dostrzec m.in. z żółtego szlaku turystycznego  na stoku góry Osikový vrch czy też pętlic drogi nr 450 w osadzie Bělá. Jest szczytem niewidocznym z drogi okalającej połać szczytową góry Pradziad, bo przysłonięty kopułą szczytową góry Malý Děd, a z innego charakterystycznego punktu widokowego – z drogi okalającej szczyt góry Dlouhé stráně, również niewidoczny, bo przysłonięty górą Velký Jezerník. 
Szczyt wraz ze stokami ograniczają: od południa mało wybitna przełęcz o wysokości 1253 m n.p.m. w kierunku szczytu Malý Děd, od zachodu dolina potoku o nazwie Studený potok (1), od północnego zachodu przełęcz o wysokości 989 m n.p.m. w kierunku szczytu Strážka, od północnego wschodu dolina rzeki Biała Głuchołaska (cz. Bělá) oraz od wschodu nienazwany potok, będący dopływem rzeki Biała Głuchołaska. W otoczeniu szczytu Nad Vodopádem znajdują się następujące szczyty: od północy Skalnatá i Klanke, od północnego wschodu Hřib, Lysý vrch–J, Osikový vrch i Mrazový vrch, od południowego wschodu Kamzičí vrch i Malý Děd, od południowego zachodu Velký Jezerník i Malý Jezerník oraz od północnego zachodu Výrovka, Sokolí skála (2), Malý Klín, Strážka i Skalnatý.    

### Szczyt

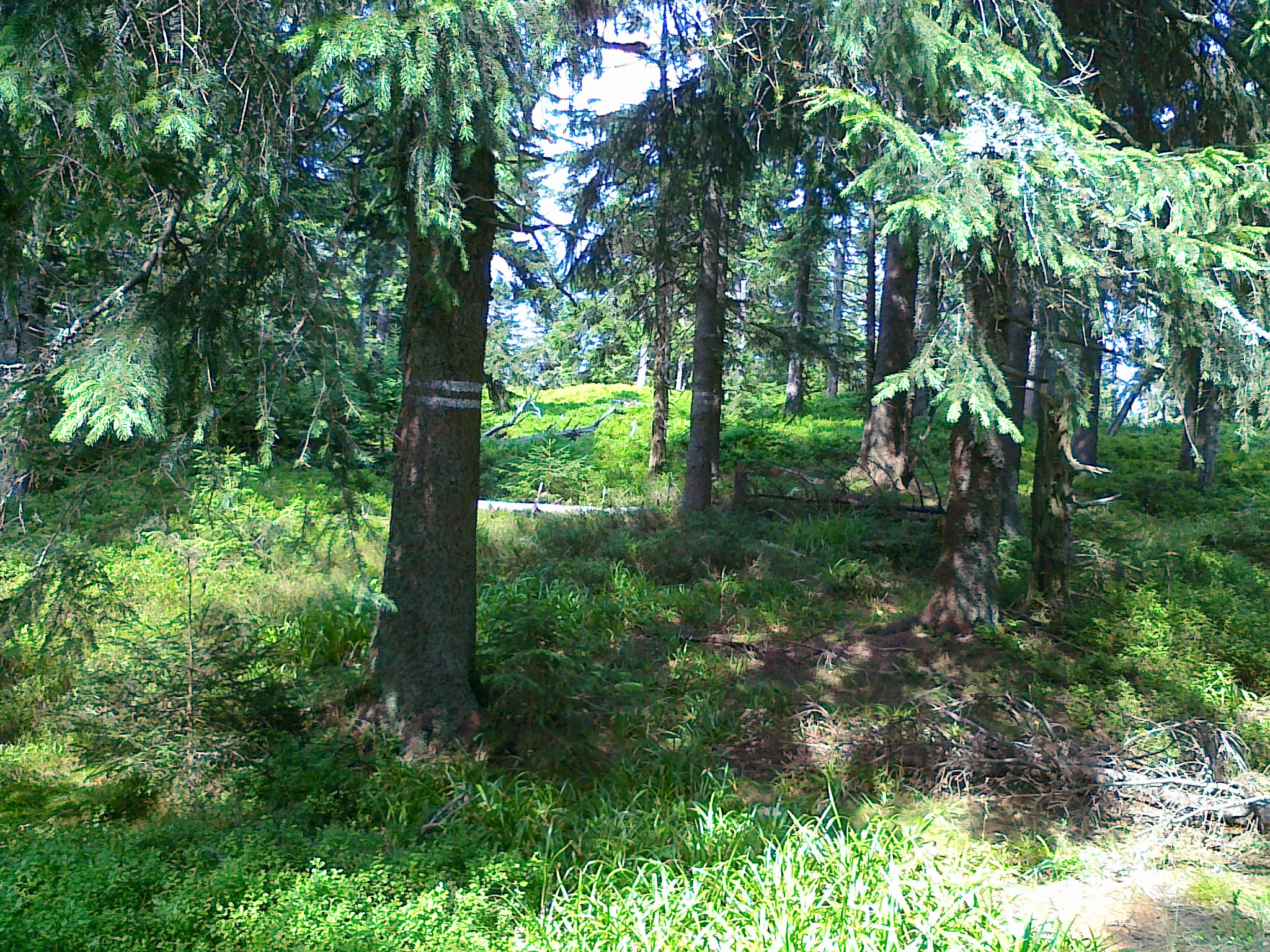
Widok na połać szczytową Nad Vodopádem (2020 rok)

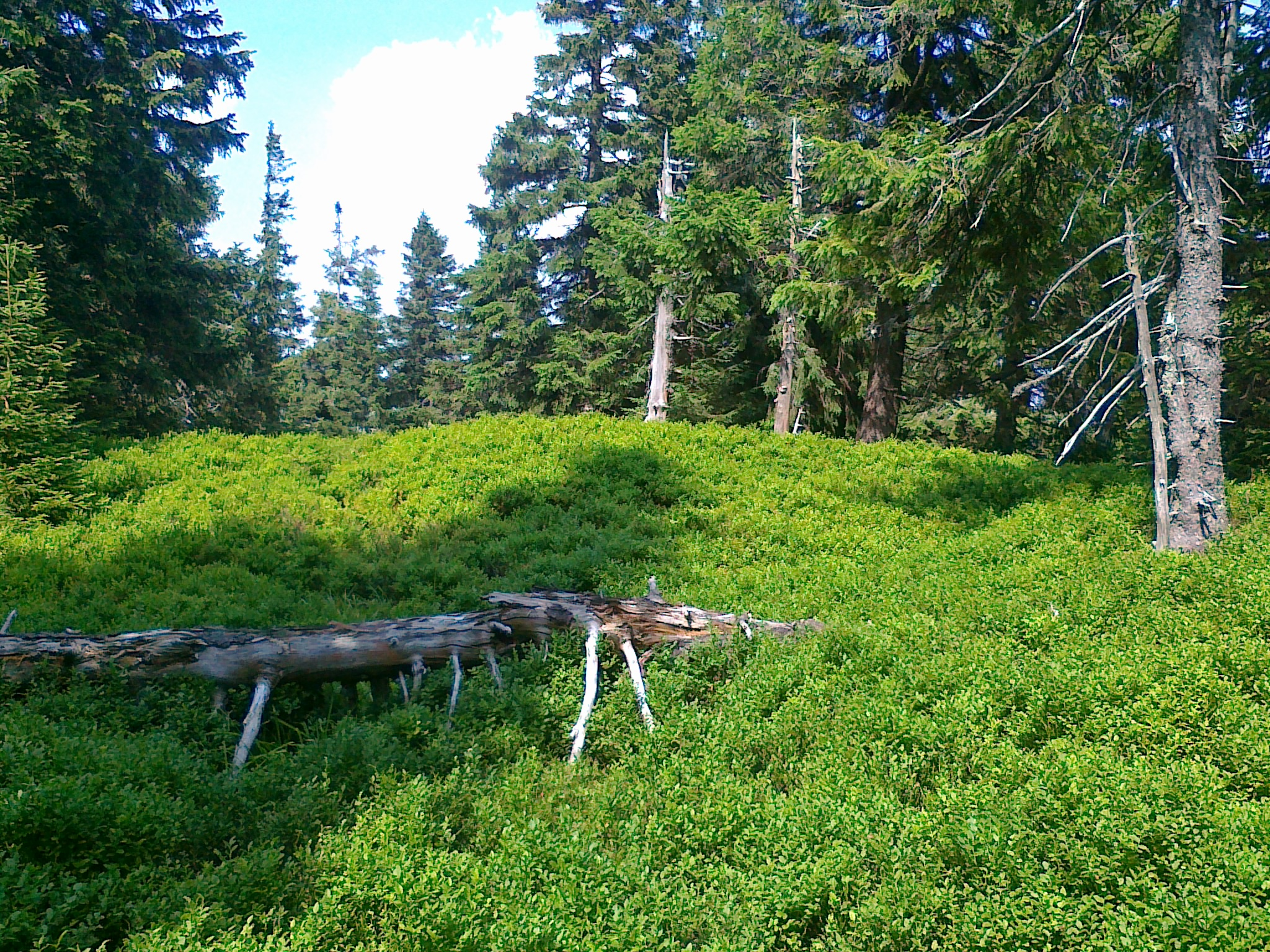
Szczyt Nad Vodopádem (2020 rok)

Przez połać szczytową przebiega grzbietowa ścieżka główna na trasie od skrzyżowania turystycznego (cz. Nad Vysokým vodopádem) do schroniska turystycznego Švýcárna, na której wyznaczono niebieski szlak turystyczny . Szczyt znajduje się na niewielkiej polanie otoczonej borem świerkowym, na której znajdują się kikuty spróchniałych i powalonych drzew oraz pokrytej bardzo popularną rośliną Wysokiego Jesionika, a mianowicie borówką czarną. Z uwagi na zalesienie nie jest on punktem widokowym oraz nie ma na nim punktu geodezyjnego . Państwowy urząd geodezyjny o nazwie (cz. Český úřad zeměměřický a katastrální (CÚZK)) w Pradze podaje jako najwyższy punkt – szczyt – o wysokości 1255,9 m n.p.m. i współrzędnych geograficznych (50°06′37,0″N 17°13′00,6″E/50,110278 17,216833).
Dojście do szczytu następuje z niebieskiego szlaku turystycznego  oraz skrzyżowania ze ścieżką prowadzącą do chaty o nazwie Hubertka (1). Ze skrzyżowania tego należy przejść orientacyjnie w kierunku widocznego szczytu odcinek o długości około 50 m.

### Stoki

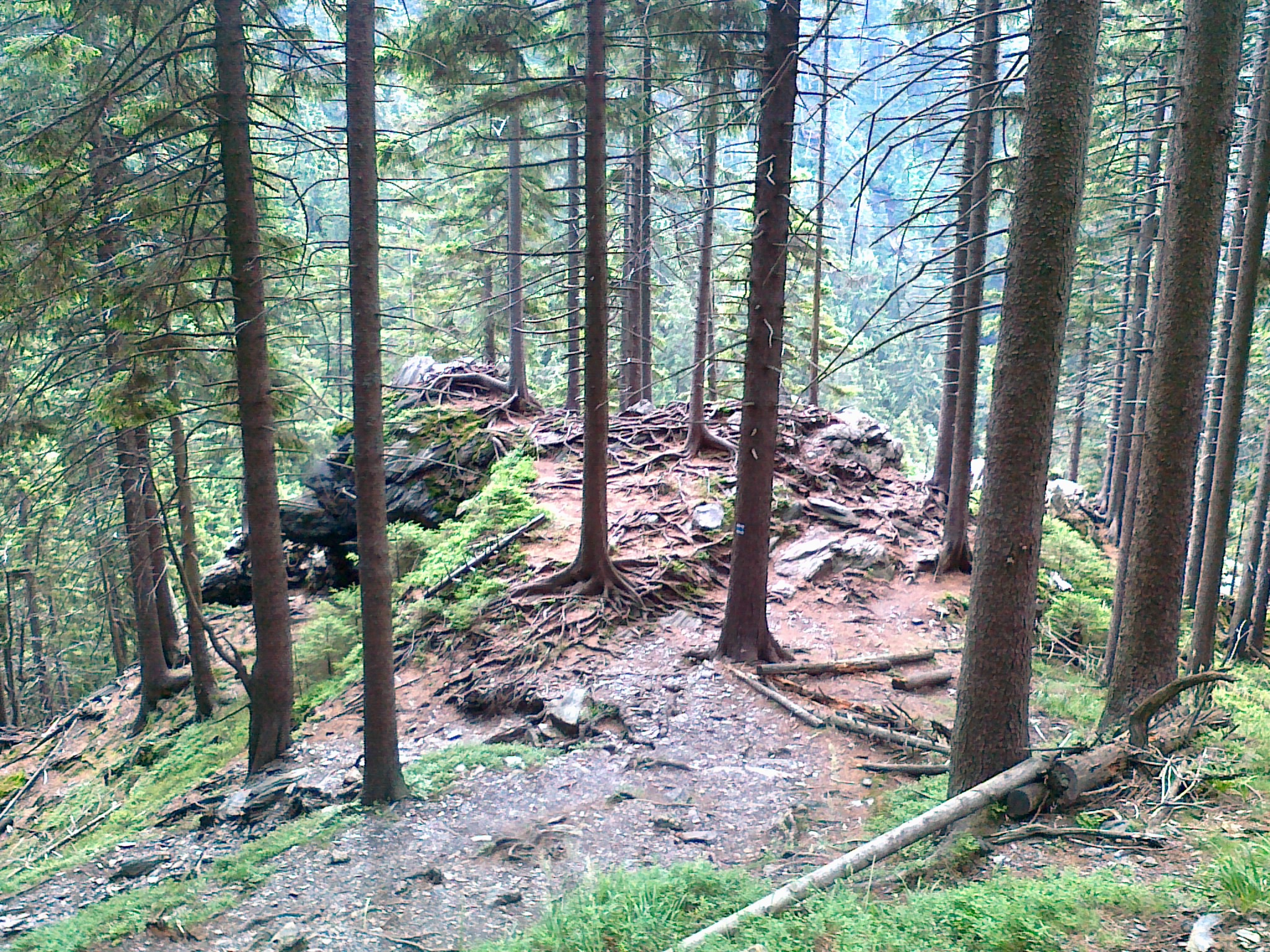
Skalisko Sokolí skála (2) (2020 rok)

W obrębie szczytu można wyróżnić cztery następujące zasadnicze stoki :
- zachodni
- północno-zachodni o nazwie Studený vrch
- północny
- północno-wschodni o nazwie Nad hájenkou

Występują tu wszystkie typy zalesienia: bór świerkowy, las mieszany oraz las liściasty, przy czym dominuje nieznacznie zalesienie borem świerkowym. Na wszystkich stokach poza borem świerkowym, występują wraz z obniżaniem wysokości obszary lasu mieszanego, na stokach północnym i północno-wschodnim połacie lasu liściastego, a u podnóży stoków północnego i północno-wschodniego pojawiają się nawet łąki i pola uprawne. Niemalże wszystkie stoki charakteryzują się znaczną zmiennością wysokości zalesienia, z występującymi polanami, przerzedzeniami, nieznacznymi ogołoceniami oraz przecinkami. Na stoku zachodnim występują grupy skalne, w tym, w odległości około 730 m na północny zachód od szczytu grupa skalna ze skaliskiem Sokolí skála (2), będącym punktem widokowym. 
Stoki mają stosunkowo niejednolite i mało zróżnicowane nachylenia. Średnie nachylenie stoków waha się bowiem od 12° (stok północno-zachodni) do 17° (stok północno-wschodni). Średnie nachylenie wszystkich stoków (średnia ważona nachyleń stoków) wynosi około 14°. Maksymalne średnie nachylenie stoku zachodniego, na wysokościach około 980 m n.p.m., na odcinku 50 m nie przekracza 40°. Stoki pokryte są siecią dróg (m.in. Miliónová cesta) oraz na ogół nieoznakowanych ścieżek i duktów. Przemierzając je zaleca się korzystanie ze szczegółowych map, z uwagi na zawiłości ich przebiegu, zalesienie oraz zorientowanie w terenie.
W odległości około 55 m na północ od szczytu, blisko niebieskiego szlaku turystycznego , na stoku północnym znajduje się głaz, na którym umieszczono tablicę pamiątkową. Jest ona poświęcona zmarłemu 11 października 1998 roku w schronisku Barborka Miroslavowi Bučkowi, na której umieszczono następującą inskrypcję:

Miroslav Buček
† 11.10. 1998

### Geologia
Pod względem geologicznym szczyt Nad Vodopádem ze stokami należy do jednostki określanej jako warstwy vrbneńskie i zbudowany jest ze skał metamorficznych, głównie: gnejsów (plagioklazów), fyllitów, fyllonitów (biotytów, chlorytów i muskowitów), amfibolitów, stromatytów, łupków łyszczykowych (grafitów), łupków zieleńcowych, kwarcytów i porfiroidów, skał osadowych, głównie meta-zlepieńców oraz skał magmowych, głównie meta-diabazów.

### Wody
Grzbiet główny (grzebień) góry Pradziad, biegnący od przełęczy Skřítek do przełęczy Červenohorské sedlo oraz dalej do przełęczy Ramzovskiej (cz. Ramzovské sedlo) jest częścią granicy Wielkiego Europejskiego Działu Wodnego, dzielącej zlewiska Morza Bałtyckiego i Morza Czarnego . 
Szczyt wraz ze stokami Nad Vodopádem położony jest na północny wschód od tej granicy, należy więc do zlewni Morza Bałtyckiego, do którego płyną wody m.in. z dorzecza rzeki Odry, będącej przedłużeniem płynących z tej części Wysokiego Jesionika rzek i górskich potoków (m.in. płynącej w pobliżu rzeki Biała Głuchołaska czy potoku o nazwie Studený potok (1)). Ze stoku północnego i północno-wschodniego biorą swój początek krótkie, nienazwane potoki, będące dopływami wspomnianej wcześniej rzeki Biała Głuchołaska.

#### Wodospady
Atrakcją dla miłośników pięknych krajobrazów są wodospady, rozsiane na stokach.
| Wodospady na stokach Nad Vodopádem |                           |                                           |                                                                   |                               |                      |
| Lp.                                | Wodospad                  | Potok                                     | Lokalizacja                                                       | Wysokość bezwzględna m n.p.m. | Wysokość wodospadu m |
| 1                                  | Stříškový vodopád         | nienazwany dopływ rzeki Biała Głuchołaska | stok północno-wschodni, około 500 m na północny wschód od szczytu | 1035                          | 2                    |
| 2                                  | Vodopády Studeného potoka | Studený potok (1)                         | stok wschodni                                                     | 800–1030                      | 6; 4; 2,5; 3,5; 3,5  |

## Ochrona przyrody
Znaczna część stoku zachodniego na wysokościach (847–1227) m n.p.m. znajduje się w obrębie rezerwatu przyrody Vysoký vodopád (→ Rezerwat przyrody Vysoký vodopád), będącego częścią wydzielonego obszaru objętego ochroną o nazwie Obszar Chronionego Krajobrazu Jesioniki (cz. Chráněná krajinná oblast (CHKO) Jeseníky), a utworzonego w celu ochrony utworów skalnych, ziemnych i roślinnych oraz rzadkich gatunków zwierząt. Na stokach nie utworzono żadnych obiektów nazwanych pomnikami przyrody oraz nie wytyczono żadnych ścieżek dydaktycznych.

## Turystyka

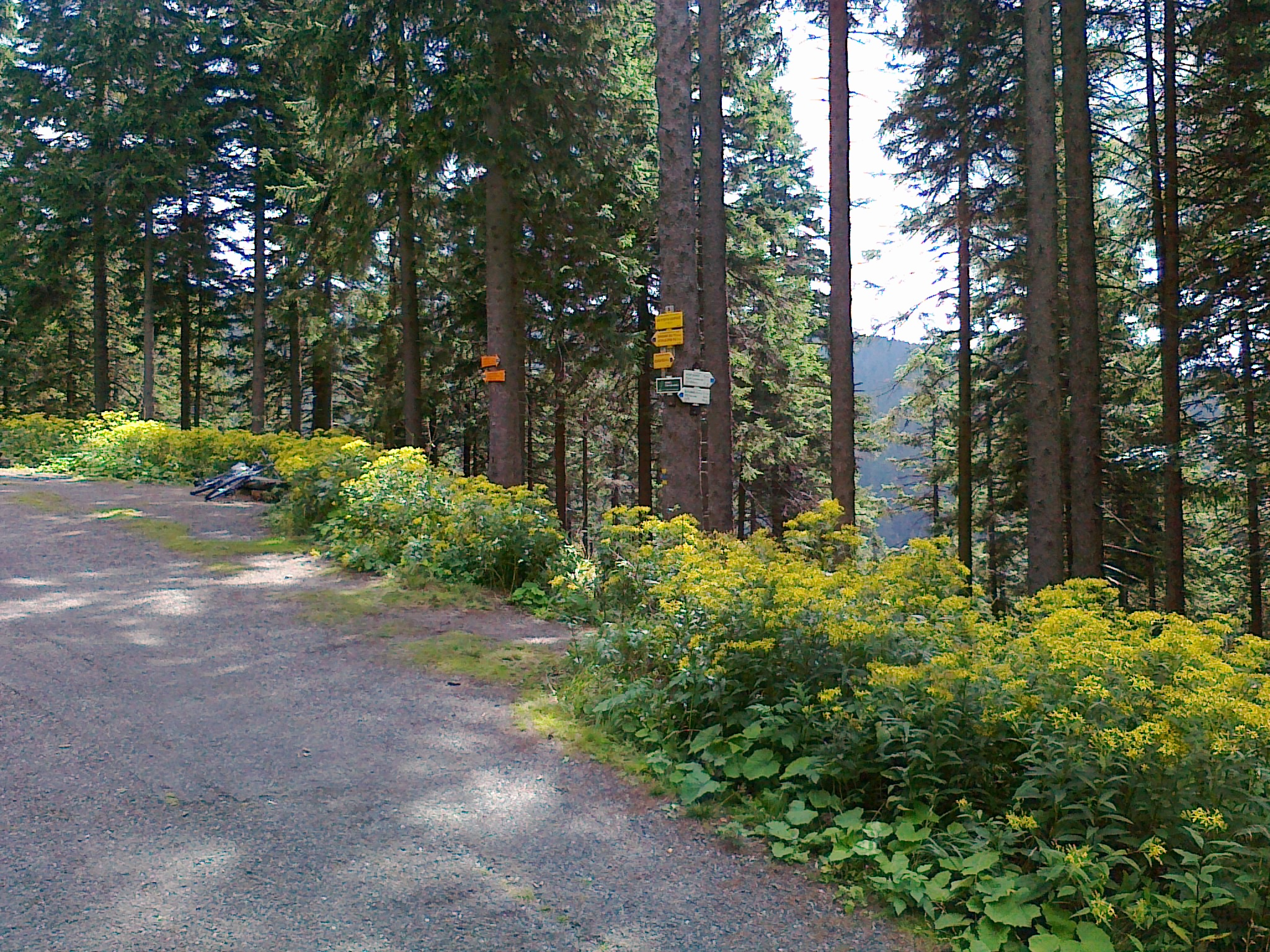
Skrzyżowanie turystyczne Nad Vysokým vodopádem (2012 rok)

Szczyt ze stokami położony jest przy osadzie Bělá. Do bazy turystycznej z położonym u podnóża stoku północno-wschodniego góry Velký Klín schroniskiem turystycznym – Chata Eduard w miejscowości Bělá pod Pradědem jest od szczytu około 3 km w kierunku północno-zachodnim, natomiast do bazy turystycznej z hotelem Červenohorské Sedlo i pensjonatami, położonymi na przełęczy Červenohorské sedlo jest od szczytu około 4,7 km w kierunku północno-zachodnim. Nieco bliżej, bo w odległości około 1 km na południowy zachód od szczytu, na wysokości 1304 m n.p.m. położone jest najstarsze schronisko turystyczne w paśmie Wysokiego Jesionika – Švýcárna. Ponadto jest od szczytu około 3,6 km na wschód do osady Vidly ze znajdującym się w niej górskim hotelem Vidly. Natomiast do bazy hoteli rozsianych wokół góry Pradziad jest od szczytu około 3,5 km w kierunku południowo-wschodnim, gdzie położone są następujące hotele górskie i schroniska turystyczne:
- na wieży Pradziad: hotel Praděd oraz na stoku góry Pradziad hotel górski Kurzovní chata i schronisko Barborka
- na stoku góry Petrovy kameny hotele górskie: Ovčárna i Figura oraz schronisko Sabinka

Kluczowym punktem turystycznym jest oddalone o około 720 m na północny zachód od szczytu skrzyżowanie turystyczne (cz. Nad Vysokým vodopádem) z podaną na tablicy informacyjnej wysokością 1125 m, przy którym postawiono niewielką ławę oraz przez które przechodzi szlak turystyczny, szlak rowerowy i trasa narciarstwa biegowego. 

### Szlaki turystyczne, rowerowe i trasy narciarskie
Klub Czeskich Turystów (cz. Klub Českých Turistů) wytyczył jedyny szlak turystyczny na trasie:
 Bělá pod Pradědem – góra Nad Borovým – góra Zaječí hora – góra Ztracený vrch – góra Lysý vrch – szczyt Klanke – góra Velký Klín – rezerwat przyrody Vysoký vodopád – wodospad Vysoký vodopád – góra Malý Děd – Nad Vodopádem – schronisko Švýcárna – dolina potoku Środkowa Opawa – Vidly – Bílý Potok – Hutě
Przez stoki poprowadzono jeden szlak rowerowy na trasie:
 Videlské sedlo – Nad Vodopádem – rezerwat przyrody Vysoký vodopád – góra Malý Děd – góra Velký Jezerník – góra Velký Klín – Jeřáb – góra Velký Klínovec – Červenohorské sedlo
W obrębie stoków nie poprowadzono żadnej trasy narciarstwa zjazdowego. W okresach ośnieżenia wzdłuż niebieskiego szlaku rowerowego  można skorzystać z wyznaczonej trasy narciarstwa biegowego.
 Videlské sedlo – Nad Vodopádem – rezerwat przyrody Vysoký vodopád – góra Malý Děd – góra Velký Jezerník – góra Velký Klín – Jeřáb – góra Velký Klínovec – Červenohorské sedlo